# Renault Vel Satis
El Renault Vel Satis es un automóvil del segmento E producido por el fabricante francés Renault desde 2001 hasta 2009. Fue presentado oficialmente en el Salón del Automóvil de Ginebra de 2001 y sustituyó al Renault Safrane. Este modelo no tiene nada en común con el prototipo de automóvil de idéntico nombre presentado en los años 1990.
Se comercializó con dos motores de gasolina y otros tantos diésel, de cuatro o seis cilindros y entre 150 y 241 CV, y entre 2 y 3,5 litros. Los que vinieron equipados con motor de cuatro cilindros tienen un cambio manual de seis velocidades o llevan un cambio secuencial automático de cinco marchas (es la caja denominada Proactiva por Renault). Los modelos de seis cilindros sólo se vendían con este último tipo de cambio.
El Vel Satis comparte elementos estructurales con el Renault Laguna y el Renault Espace y era producido en la fábrica de montaje en Sandouville, Francia.
La altura exterior y proporciones del Vel Satis son inusuales en el segmento, lo que beneficia el espacio interior. Obtuvo cinco estrellas de cinco en la prueba de protección a adultos en choques Euro NCAP.
Dejó de fabricarse en noviembre de 2009, tras haberse producido un total de 62.201 unidades.

## Motorizaciones (2002-2005)
| Periodo                        | 2002-2005                                         | 2002-2005                 | 2002-2005                                             | 2002-2005                                             |           |           |           |           |
| Tipo de motor                  | L4 16v, turbo                                     | V6 24v                    | L4 16v, diésel, inyección directa, common-rail, turbo | V6 24v, diesel, inyección directa, common-rail, turbo |           |           |           |           |
| Diámetro x carrera             | 82.7 mm x 93.0 mm                                 | 95.5 mm x 81.4 mm         | 87.0 mm x 92.0 mm                                     | 87.5 mm x 82.0 mm                                     |           |           |           |           |
| Cilindrada                     | 1998 cm³                                          | 3498 cm³                  | 2188 cm³                                              | 2959 cm³                                              |           |           |           |           |
| Relación de compresión         | 9.5: 1                                            | 10.3: 1                   | 18.0: 1                                               | 18.5: 1                                               |           |           |           |           |
| Potencia máxima: CV (kW) @ rpm | 163 CV (120 kW) @ 5000                            | 241 CV (177 kW) @ 6000    | 150 CV (110 kW) @ 4000                                | 177 CV (130 kW) @ 4400                                |           |           |           |           |
| Par máximo: Nm @ rpm           | 250 Nm @ 2000-4250                                | 330 Nm @ 3600             | 320 Nm @ 1750                                         | 350 Nm @ 1800                                         |           |           |           |           |
| Tracción                       | Delantera                                         | Delantera                 | Delantera                                             | Delantera                                             | Delantera | Delantera | Delantera | Delantera |
| Transmisión                    | Manual, 6 velocidades / Automática, 5 velocidades | Automática, 5 velocidades | Manual, 6 velocidades / Automática, 5 velocidades     | Automática, 5 velocidades                             |           |           |           |           |
| Peso                           | 1640 kg                                           | 1720 kg                   | 1660 kg                                               | 1735 kg                                               |           |           |           |           |
| Aceleración 0–100 km/h         | 9.6 s                                             | 8.3 s                     | 10.9 s                                                | 10.5 s                                                |           |           |           |           |
| Velocidad máxima               | 210 km/h                                          | 235 km/h                  | 200 km/h                                              | 210 km/h                                              |           |           |           |           |
| Consumo combinado (L/100 km)   | 9.4                                               | 11.5                      | 7.1                                                   | 8.7                                                   |           |           |           |           |

## Motorizaciones (2005-2009)
|                                | 2.0 T                                             | 3.5 V6                    | 2.0 dCi                                               | 2.0 dCi                                               | 2.2 dCi                                               | 2.2 dCi                                               | 3.0 dCi                                               |           |
| ------------------------------ | ------------------------------------------------- | ------------------------- | ----------------------------------------------------- | ----------------------------------------------------- | ----------------------------------------------------- | ----------------------------------------------------- | ----------------------------------------------------- | --------- |
| Periodo                        | 2005-2009                                         | 2005-2009                 | 2005-2009                                             | 2005-2009                                             | 2005-2009                                             | 2005-2009                                             | 2005-2009                                             |           |
| Tipo de motor                  | L4 16v, turbo                                     | V6 24v                    | L4 16v, diésel, inyección directa, common-rail, turbo | L4 16v, diésel, inyección directa, common-rail, turbo | L4 16v, diésel, inyección directa, common-rail, turbo | L4 16v, diésel, inyección directa, common-rail, turbo | V6 24v, diésel, inyección directa, common-rail, turbo |           |
| Diámetro x carrera             | 82.7 mm x 93.0 mm                                 | 95.5 mm x 81.4 mm         | 84.0 mm x 90.0 mm                                     | 84.0 mm x 90.0 mm                                     | 87.0 mm x 92.0 mm                                     | 87.0 mm x 92.0 mm                                     | 87.5 mm x 82.0 mm                                     |           |
| Cilindrada                     | 1998 cm³                                          | 3498 cm³                  | 1995 cm³                                              | 1995 cm³                                              | 2188 cm³                                              | 2188 cm³                                              | 2959 cm³                                              |           |
| Relación de compresión         | 9.5: 1                                            | 10.3: 1                   | 16.0: 1                                               | 16.0: 1                                               | 18.0: 1                                               | 18.0: 1                                               | 18.5: 1                                               |           |
| Potencia máxima: CV (kW) @ rpm | 170 CV (125 kW) @ 5000                            | 241 CV (177 kW) @ 6000    | 150 CV (110 kW) @ 4000                                | 175 CV (127 kW) @ 3750                                | 140 CV (102 kW) @ 4000                                | 150 CV (110 kW) @ 4000                                | 181 CV (133 kW) @ 4400                                |           |
| Par máximo: Nm @ rpm           | 270 Nm @ 2000-4250                                | 330 Nm @ 3600             | 340 Nm @ 2000                                         | 360 Nm @ 1750                                         | 320 Nm @ 1750                                         | 320 Nm @ 1750                                         | 400 Nm @ 1800                                         |           |
| Tracción                       | Delantera                                         | Delantera                 | Delantera                                             | Delantera                                             | Delantera                                             | Delantera                                             | Delantera                                             | Delantera |
| Transmisión                    | Manual, 6 velocidades / Automática, 5 velocidades | Automática, 5 velocidades | Manual, 6 velocidades                                 | Manual, 6 velocidades / Automática, 5 velocidades     | Manual, 6 velocidades / Automática, 5 velocidades     | Manual, 6 velocidades / Automática, 5 velocidades     | Automática, 6 velocidades                             |           |
| Peso                           | 1640 kg                                           | 1720 kg                   | 1665 kg                                               | 1665 kg                                               | 1690 kg                                               | 1660 kg                                               | 1735 kg                                               |           |
| Aceleración 0–100 km/h         | 9.6 s                                             | 8.3 s                     | 10.3 s                                                | 9.5 s                                                 | 12.7 s                                                | 10.9 s                                                | 8.2 s                                                 |           |
| Velocidad máxima               | 211 km/h                                          | 235 km/h                  | 200 km/h                                              | 211 km/h                                              | 193 km/h                                              | 200 km/h                                              | 210 km/h                                              |           |
| Consumo combinado (L/100 km)   | 9.4                                               | 11.5                      | 7.3                                                   | 7.3                                                   | 8.6                                                   | 7.2                                                   | 8.7                                                   |           |